# Nevskya fungifera
Nevskya fungifera är en insektsart som först beskrevs av Ossiannilsson 1953.  I den svenska databasen Dyntaxa används istället namnet Nevskyella fungifera. Enligt Catalogue of Life ingår Nevskya fungifera i släktet Nevskya och familjen långrörsbladlöss, men enligt Dyntaxa är tillhörigheten istället släktet Nevskyella och familjen borstbladlöss. Arten är reproducerande i Sverige. Inga underarter finns listade i Catalogue of Life.